# Kohayagawa-ke no aki
Kohayagawa-ke no aki (小早川家の秋, El darrer estiu, lit. "La tardor de la família Kohayagawa") és una pel·lícula japonesa de 1961 dirigida per Yasujirō Ozu per a Toho Films. Va ser inscrita al 12è Festival Internacional de Cinema de Berlín. La pel·lícula va ser seva penúltim; només el va seguir Samma no aji (1962), que va fer per Shochiku Films.

## Trama
Manbei Kohayagawa (Nakamura Ganjirō II) és el cap d'una petita empresa de cerveseria de sake fora de Kioto, amb dues filles i una nora vídua. La seva nora, Akiko (Setsuko Hara), i la filla menor, Noriko (Yoko Tsukasa), viuen a Osaka. Akiko ajuda en una galeria d'art i té un fill Minoru. La Noriko, soltera, treballa en una oficina. L'altra filla de Manbei, Fumiko (Michiyo Aratama), viu amb ell. El seu marit, Hisao, ajuda a la cerveseria i tenen un fill petit Masao.
Manbei demana al seu cunyat Kitagawa (Daisuke Katō) que trobi un marit a l'Akiko, i Kitagawa deixa que Akiko conegui un amic seu, el vidiu Isomura Eiichirou (Hisaya Morishige), en un pub. Isomura està entusiasmat amb el partit, però Akiko dubta. Manbei també demana a Kitagawa que organitzi una sessió de casament per a Noriko, que està enamorada de Teramoto (Akira Takarada) però no ho expressa ja que Teramoto es trasllada a Sapporo per ser professor ajudant.
Durant l'estiu en Manbei s'escapa constantment per trobar-se amb la seva antiga amant, una antiga mestressa de nom Sasaki Tsune (Chieko Naniwa). Sasaki té una filla adulta, més aviat occidentalitzada, Yuriko, que pot ser o no la pròpia filla de Manbei. Quan la Fumiko descobreix que Manbei ha tornat a veure en Sasaki, s'enfada i s'enfronta al seu pare, però en Manbei nega tot l'assumpte.
La família Kohayagawa es reuneix per a un servei commemoratiu de la seva difunta mare a Arashiyama. En Manbei té un atac cardíac després de barallar-se amb la Fumiko per Sasaki, però es desperta com nou l'endemà. L'Akiko li pregunta a la Noriko sobre una altra sessió de casament recent, i mentre que la Noriko admet que s'ho ha passat bé, revelen que encara estan anhelant Teramoto.
En un viatge secret amb Sasaki d'anada i tornada d'Osaka, en Manbei té un altre atac de cor i mor poc després. Sasaki informa a les filles del que va passar. La cerveseria Kohayagawa es fusionarà amb la d'un rival empresarial, mentre que la Noriko decideix anar a Sapporo per buscar Teramoto. Al final de la pel·lícula, la família Kohayagawa es reuneix i recorda la vida de Manbei mentre el seu cos és cremat.

## Repartiment
| Actor               | Paper                                 |
| ------------------- | ------------------------------------- |
| Nakamura Ganjirō II | Kohayagawa Manbei                     |
| Setsuko Hara        | Akiko                                 |
| Yoko Tsukasa        | Noriko                                |
| Michiyo Aratama     | Fumiko                                |
| Keiju Kobayashi     | Hisao                                 |
| Chieko Naniwa       | Sasaki Tsune                          |
| Reiko Dan           | Yuriko                                |
| Haruko Sugimura     | Kato Shige                            |
| Hisaya Morishige    | Isomura Eiichirou                     |
| Daisuke Katō        | Kitagawa Yanosuke, "l'oncle d'Osaka," |
| Akira Takarada      | Teramoto Tadashi                      |
| Kyū Sazanka         | Yamaguchi                             |
| Yū Fujiki           | Maruyama Rokutarou                    |
| Haruko Togo         | Kitagawa Teruko, esposa de Yanosuke   |
| Yumi Shirakawa      | Nakanishi Takako, amic de Noriko      |
| Tatsuo Endō         | Hayshi Seizo                          |
| Masahiko Shimazu    | Masao, fill de Hisao i Fumiko         |
| Chishū Ryū          | Granger                               |
| Yūko Mochizuki      | Granger                               |

## Producció
Per tal d'assegurar el seu contracte les estrelles Setsuko Hara i Yoko Tsukasa de Toho per a la seva pel·lícula anterior Akibiyori, Ozu va acceptar dirigir Kohayagawa-ke no aki per a l'estudi, convertint-se en la seva única pel·lícula de Toho i l'única de les tres que no s'han produït per a Shochiku (les altres eren Ukigusa per a Daiei i Munekata kyodai per a Shintoho). Com a resultat, la pel·lícula està plena d'actors de Toho, molts dels quals van aprofitar l'oportunitat per aparèixer a la seva única pel·lícula d'Ozu, incloent-hi els caps de cartell Hisaya Morishige i Akira Takarada fent petits papers. Ozu va afegir una escena al final per acollir l'estrella Yūko Mochizuki, que va sol·licitar ser a la pel·lícula, i el seu reproductor Chishū Ryū.

## Recepció
Dennis Schwartz va elogiar Kohayagawa-ke no aki com "una bona barreja de comèdia i tragèdia", escrivint que "les travessias animades de Manbei donen a la pel·lícula un to meravellosament lúdic."
El cineasta Eugène Green, que va donar a la pel·lícula un dels seus deu vots en l'enquesta dels directors de Sight & Sound de 2012 sobre les millors pel·lícules del món, va escriure que "destaca com una meditació sobre la mort, amb certs plans d'un poder i una bellesa extraordinàries. Les escenes entre les dues germanes són profundament commovedores." El cineasta Ashim Ahluwalia també va esmentar la pel·lícula com una de les deu millors de tots els temps, escrivint: Kohayagawa-ke no aki és una pel·lícula commovedora i gairebé perfecta sobre finals, feta un any abans de la mort d'Ozu."